# Torkilstrup (Guldborgsund Kommune)
 For alternative betydninger, se Torkilstrup. (Se også artikler, som begynder med Torkilstrup)
Torkilstrup (også stavet Torkildstrup) er en lille landsby på Falster beliggende i Torkilstrup Sogn (Falster Vestre Provsti, Lolland-Falsters Stift). Byen ligger i Guldborgsund Kommune og hører til Region Sjælland. Den befinder sig ca. 3 kilometer sydøst for Nørre Alslev.
En lille herregård Torkilstrupgård nævnes i 1452. Den brændte 1662, men dele af voldgraven er bevaret. Efter 1662 ejede Kronen alle byens gårde. Ved krongodssalget i 1766 kom Torkilstrup under Skørringe.
I byen ligger Torkilstrup Kirke. Desuden ligger her tre historiske bygninger: Rytterskolen fra 1722, Torkilstrup Præstegård fra 1763 og stubmøllen (nævnt 1655).
Digteren B.S. Ingemann blev født på præstegården i 1789. En mindesten, der blev rejst 1889, er placeret foran gården.